# Cyclodium inerme
Cyclodium inerme är en träjonväxtart som först beskrevs av Fée, och fick sitt nu gällande namn av Alan Reid Smith. Cyclodium inerme ingår i släktet Cyclodium och familjen Dryopteridaceae. Inga underarter finns listade.